# Aage Remfeldt
Aage Rasmussen (později Remfeldt; 4. září 1889 Frederiksberg - 29. listopadu 1983 Havdrup) byl dánský portrétní fotograf a olympionik, který soutěžil na Letních olympijských hrách 1912.

## Život
Narodil se v roce 1889 v Frederiksbergu a zemřel v roce 1983 v Havdrupu, části Solrød.
Do roku 1910 se živil jako fotograf v Oslo a v roce 1935 se odstěhoval zpátky do Dánska, aby převzal živnost po svém otci. V roce 1912 skončil na LOH v chůzi na 10 km na čtvrtém místě.
Používal hlavně studiovou mahagonovou kameru a dával přednost objektivu 480 mm značky Zeiss, který se mu dostal do rukou v Oslu.
V období kolem první světové války norská portrétní fotografie nabyla větší exprese jako výsledek práce fotografů Waldemara Eide, Dimitrie Koloboffa, Gunnara Theodora Sjøwalla, Aage Remfeldta, Hanse Johnsruda a Anderse Beera Wilse.